# Coppa del Re 1903
La Copa del Rey 1903 fu la prima edizione della Coppa del Re riconosciuta a posteriori dalla Federazione calcistica spagnola, e all'epoca mise in palio un titolo di campione di Spagna.
La formula fu a inviti, organizzando un triangolare fra le rappresentanti delle tre regioni calcisticamente attive del paese, la Castiglia, la Catalogna e i Paesi Baschi.
La competizione si tenne dal 6 all'8 aprile 1903 presso l'Ippodromo della Castellana di Madrid dove l'Athletic Bilbao alzò per la prima volta la Coppa di Spagna.

## Risultati
| Madrid 6 aprile 1903                                  | Madrid CF | 4 – 1       | Espanyol | Ippodromo della Castellana (10 000 spett.) |
| A. Giralt (2) J. Giralt Parages Marcatori 40’ Cenarro |           |             |          |                                            |
|                                                       |           |             |          |                                            |
| A. Giralt (2) J. Giralt Parages                       | Marcatori | 40’ Cenarro |          |                                            |

| Madrid 7 aprile 1903                     | Espanyol  | 0 – 4                          | Athletic Bilbao | Ippodromo della Castellana (10 000 spett.) |
| Marcatori Astorquia (2) de la Sota Evans |           |                                |                 |                                            |
|                                          |           |                                |                 |                                            |
|                                          | Marcatori | Astorquia (2) de la Sota Evans |                 |                                            |

| Arbitro: | José María Soler |

|                            |           |                                        |
| Valdeterrazo 15’ Neyra 40’ | Marcatori | 55’ Cazeaux 70’ Montejo 80’ de la Sota |